# Ich hab' die Liebe geseh'n
"Ich hab' die Liebe geseh'n" is een nummer van de Grieks-Duitse zangeres Vicky Leandros. Het verscheen op haar album Vicky Leandros uit 1972. In juli van dat jaar werd het uitgebracht als de tweede en laatste single van het album.

## Achtergrond
"Ich hab' die Liebe geseh'n" is een Duitstalige cover van het Griekse lied "O kaymos", in 1964 geschreven door Mikis Theodorakis. De compositie is in deze versie hetzelfde gebleven, terwijl de Duitstalige tekst is geschreven door Ralf Arnie, Sandro Tuminelli en Dimitri Christodoulou. Het lied is geproduceerd door Leo Leandros, de vader van Vicky.
"Ich hab' die Liebe geseh'n" werd een grote hit in West-Europa. In Oostenrijk bereikte het de nummer 1-positie en in Duitsland en Zwitserland werd de tweede plaats gehaald. In Nederland behaalde het de eerste plaats in zowel de Top 40 als de Daverende Dertig, terwijl in Vlaanderen de vierde positie in een voorloper van de Ultratop 50 werd bereikt. In het Verenigd Koninkrijk bereikte de Engelstalige versie van de single, genaamd "The Love in Your Eyes", de veertigste plaats.

## Hitnoteringen

### Nederlandse Top 40
| Hitnotering: 30-09-1972 t/m 03-02-1973 | Hitnotering: 30-09-1972 t/m 03-02-1973 | Hitnotering: 30-09-1972 t/m 03-02-1973 | Hitnotering: 30-09-1972 t/m 03-02-1973 | Hitnotering: 30-09-1972 t/m 03-02-1973 | Hitnotering: 30-09-1972 t/m 03-02-1973 | Hitnotering: 30-09-1972 t/m 03-02-1973 | Hitnotering: 30-09-1972 t/m 03-02-1973 | Hitnotering: 30-09-1972 t/m 03-02-1973 | Hitnotering: 30-09-1972 t/m 03-02-1973 | Hitnotering: 30-09-1972 t/m 03-02-1973 | Hitnotering: 30-09-1972 t/m 03-02-1973 | Hitnotering: 30-09-1972 t/m 03-02-1973 | Hitnotering: 30-09-1972 t/m 03-02-1973 | Hitnotering: 30-09-1972 t/m 03-02-1973 | Hitnotering: 30-09-1972 t/m 03-02-1973 | Hitnotering: 30-09-1972 t/m 03-02-1973 | Hitnotering: 30-09-1972 t/m 03-02-1973 | Hitnotering: 30-09-1972 t/m 03-02-1973 | Hitnotering: 30-09-1972 t/m 03-02-1973 | Hitnotering: 30-09-1972 t/m 03-02-1973 |
| Week                                   | 1                                      | 2                                      | 3                                      | 4                                      | 5                                      | 6                                      | 7                                      | 8                                      | 9                                      | 10                                     | 11                                     | 12                                     | 13                                     | 14                                     | 15                                     | 16                                     | 17                                     | 18                                     | 19                                     |                                        |
| -------------------------------------- | -------------------------------------- | -------------------------------------- | -------------------------------------- | -------------------------------------- | -------------------------------------- | -------------------------------------- | -------------------------------------- | -------------------------------------- | -------------------------------------- | -------------------------------------- | -------------------------------------- | -------------------------------------- | -------------------------------------- | -------------------------------------- | -------------------------------------- | -------------------------------------- | -------------------------------------- | -------------------------------------- | -------------------------------------- | -------------------------------------- |
| Nummer                                 | 25                                     | 12                                     | 7                                      | 3                                      | 2                                      | 2                                      | 1                                      | 1                                      | 1                                      | 1                                      | 1                                      | 4                                      | 9                                      | 11                                     | 14                                     | 24                                     | 28                                     | 35                                     | 40                                     | uit                                    |

### Daverende Dertig
| Hitnotering: 30-09-1972 t/m 13-01-1973 | Hitnotering: 30-09-1972 t/m 13-01-1973 | Hitnotering: 30-09-1972 t/m 13-01-1973 | Hitnotering: 30-09-1972 t/m 13-01-1973 | Hitnotering: 30-09-1972 t/m 13-01-1973 | Hitnotering: 30-09-1972 t/m 13-01-1973 | Hitnotering: 30-09-1972 t/m 13-01-1973 | Hitnotering: 30-09-1972 t/m 13-01-1973 | Hitnotering: 30-09-1972 t/m 13-01-1973 | Hitnotering: 30-09-1972 t/m 13-01-1973 | Hitnotering: 30-09-1972 t/m 13-01-1973 | Hitnotering: 30-09-1972 t/m 13-01-1973 | Hitnotering: 30-09-1972 t/m 13-01-1973 | Hitnotering: 30-09-1972 t/m 13-01-1973 | Hitnotering: 30-09-1972 t/m 13-01-1973 | Hitnotering: 30-09-1972 t/m 13-01-1973 | Hitnotering: 30-09-1972 t/m 13-01-1973 | Hitnotering: 30-09-1972 t/m 13-01-1973 |
| Week                                   | 1                                      | 2                                      | 3                                      | 4                                      | 5                                      | 6                                      | 7                                      | 8                                      | 9                                      | 10                                     | 11                                     | 12                                     | 13                                     | 14                                     | 15                                     | 16                                     |                                        |
| -------------------------------------- | -------------------------------------- | -------------------------------------- | -------------------------------------- | -------------------------------------- | -------------------------------------- | -------------------------------------- | -------------------------------------- | -------------------------------------- | -------------------------------------- | -------------------------------------- | -------------------------------------- | -------------------------------------- | -------------------------------------- | -------------------------------------- | -------------------------------------- | -------------------------------------- | -------------------------------------- |
| Nummer                                 | 28                                     | 14                                     | 9                                      | 4                                      | 3                                      | 2                                      | 2                                      | 1                                      | 1                                      | 1                                      | 2                                      | 5                                      | 9                                      | 13                                     | 20                                     | 28                                     | uit                                    |